# Kínai törpefürj
A kínai törpefürj  (Excalfactoria chinensis)  a madarak osztályának tyúkalakúak (Galliformes) rendjébe és a fácánfélék (Phasianidae) családjába tartozó faj.

## Rendszerezés
Besorolása vitatott, egyes rendszerezők a szerint a Coturnix nembe tartozik Coturnix chinensis néven.

## Előfordulása
Brunei, Kambodzsa, Kína, Kelet-Timor, India, Indonézia, Laosz, Malajzia, Mianmar, Nepál, Pápua Új-Guinea, a Fülöp-szigetek, Srí Lanka, Szingapúr, Tajvan, Thaiföld és Vietnám területén honos, és sok helyen tenyésztik díszmadárként.

## Alfajai
- Coturnix chinensis chinensis
- Coturnix chinensis colletti
- Coturnix chinensis lepida
- Coturnix chinensis lineata
- Coturnix chinensis lineatula
- Coturnix chinensis novaeguineae
- Coturnix chinensis palmeri
- Coturnix chinensis papuensis
- Coturnix chinensis trinkutensis
- Coturnix chinensis victoriae

## Megjelenése
Testhossza 10-12 centiméter, testtömege 45 gramm. A kakasa díszes, toroktájéka fehérrel szegett fekete, alatta szürkéskék pászta következik, a hasa rozsdavörös színbe megy át, a tojó egyszerűbb.
|  |  |  |

## Szaporodása
Fészekalja 6-25 tojásból áll, melyen a tojó kotlik és a hím eteti őket. A fiókák felnevelésében mind két szülő részt vesz.